# Halictus latisignatus
Halictus latisignatus là một loài Hymenoptera trong họ Halictidae. Loài này được Cameron mô tả khoa học năm 1908.